# Cyril Rutherford

a Compétitions nationales et continentales officielles uniquement.

Dernière mise à jour le 23 janvier 2012.
Cyril Rutherford, né le 20 août 1873 à Pulborough et mort le 9 avril 1951, est un joueur français de rugby à XV d'origine écossaise évoluant au poste de centre, ou de trois-quarts.

## Biographie
Cyril Rutherford joue en club avec le Racing club de France avec qui il remporte deux titres de champion de France en 1900 et 1902. Il est capitaine de la sélection française qui rencontre une sélection canadienne en 1902[réf. nécessaire]. Négociant, il exerce la profession de couturier. Après sa carrière de joueur, il devient arbitre et est secrétaire de la section rugby de l'Union des sociétés françaises de sports athlétiques.
En 1952-53, la Fédération française de rugby à XV supprime la Coupe de France et décide d'alléger la compétition nationale en ne faisant disputer que les matchs aller du championnat[réf. nécessaire]. Pour la seule fois dans l'histoire du championnat, les clubs non qualifiés (après la phase de qualification avec poules de huit) disputent alors une épreuve de consolation appelée la Coupe Cyril Rutherford en l'honneur de l'ancien capitaine du XV de France du début des années 1900[réf. nécessaire].

## Palmarès
- Vainqueur du championnat de France en 1900 et 1902